# Médecine traditionnelle nigériane
 (mai 2024).

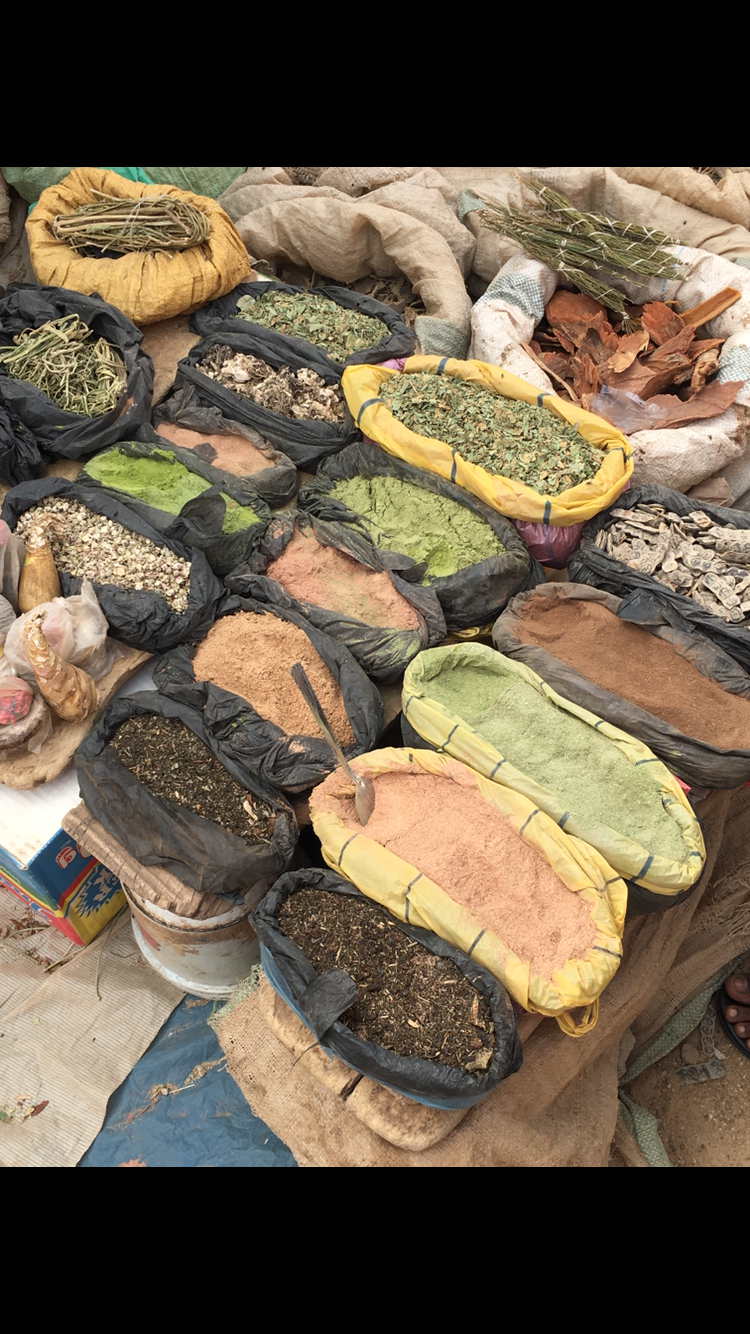
Remèdes traditionnels chez les Hausa

La médecine traditionnelle nigériane est une forme de médecine alternative qui s'appuie sur l'herboristerie, les pratiques culturelles et spirituelles ou non pour traiter des maladies et divers maux que contracte la population. Dans les zones rurales, le recours à ce type de médecine est plus courant que dans les milieux urbains ou les grandes villes.

## Formes de pratiques
La médecine traditionnelle fait partie intégrante des soins de santé pour de nombreux Nigérians. Il implique l’herboristerie, l'ethnomédecine, des applications thérapeutiques avec une approche pharmacologique et pharmaceutique de la phytomédecine et la spiriitualité autochtone. Les acteurs concenés comprennent des herboristes, des tradithérapeutes ou des guérisseurs...

## Origines et Causes
La médecine traditionnelle existe au Nigéria avant l’ère du colonialisme répondant aux besoins de santé de la population. Les populations autochtones ont développé des systèmes de soins de santé en interaction avec leur environnement et leur croyance particuliers.
Malgré l'existence de la médecine moderne aujourd'ui, une partie importante de la population nigériane dépend encore des praticiens traditionnels ou de l'herboristerie pour les soins de santé. Beaucoup de Nigérians continuent soit d'utiliser les plantes médicinales eux-mêmes ou de recourir aux services des praticiens pour le soulagement des maladies physiques ainsi que psychologiques et réconfort spirituel. Les estimations suggèrent qu'entre 80 % et 90 % des Nigérians reçoivent leurs soins de santé d’eux.

## Réglementation
Les autorités nigérianes ont pris des mesures pour encader et intégrer la médecine traditionnelle dans le système de santé national. Au ministère chargé de la santé, il existe depuis 2018 le département des médecines traditionnelles, complémentaires et alternatives qui a pour mission de «créer un environnement propice au développement des médecines complémentaires et alternatives traditionnelles pour le développement du système de santé national et les avantages économiques».
Dr Osagie Ehanire, ministre de la santé sous le président Muhammadu Buhari, a déclaré en octobre 2020 que le Conseil exécutif fédéral a approuvé la création d’un Conseil des médecines traditionnelles alternatives. Ce conseil consiste  entre autres à potéger les droits de propriété intellectuelle des praticiens et encadrer la pratique. Aussi, lors de la célébration de la Journée de la médecine traditionnelle africaine en 2023 à Abuja, le ministre d’État à la Santé et au Développement social, le Dr Tunji Alausa, a fait savoir que le gouvernement nigérian œuvre pour des formations aux guérisseurs traditionnels ainsi que des recherches et des ressources pouvant leur permettre de standardiser leur expertise sur le plan international.